# Sorensenata
Sorensenata là một chi bướm đêm thuộc phân họ Tortricinae của họ Tortricidae.

## Các loài
- Sorensenata agilitata Salmon & Bradley, 1956